# Гасдал (станція метро)
41°07′17″ пн. ш. 28°56′49″ сх. д. / 41.12136° пн. ш. 28.94689° сх. д.
Гасдал (тур. Hasdal) — метростанція на лінії М11 Стамбульського метро. 
Введена в експлуатацію 22 січня 2023.

Розташування: станція розташована у мікрорайоні Мімар-Сінан, Еюпсултан, Стамбул. 
Констурукція: колонна трипрогінна мілкого закладення, типу горизонтальний ліфт з однією острівною прямою платформою.
Пересадки
- Автобуси: 48, 48A, 48E, 48F, 48Y, 50G, H-2
- Маршрутки: 
  - Газіосманпаша - Еюпсултан - Гьоктюрк,
  - Шишлі - Гьоктюрк

## Визначні місця поруч
- Мечеть Чамливаді
- Казарми Гасдал
- Цвинтар Гасдал[tr]
- Лікарня медичного факультету Стамбульського університету
- Департамент поліції Стамбула
- Головне управління берегової безпеки

| Попередня станція | Лінія | Лінія                            | Лінія | Наступна станція       |
| ----------------- | ----- | -------------------------------- | ----- | ---------------------- |
| Кягитхане кінцева |       | M11 (Стамбульський метрополітен) |       | Кемербургаз до Халкали |